# Уравнение Тафеля
Уравнение Тафеля показывает взаимоотношение скорости электрохимической реакции и перенапряжения. Описываемая уравнением зависимость была сначала обнаружена экспериментально, и лишь потом выведена теоретически.
Для одного электрода уравнение может быть записано в виде:
{\displaystyle \eta =A\times ln\left({\frac {i}{i_{0}}}\right)}
где
{\displaystyle \eta } — перенапряжение, В
{\displaystyle A} — коэффициент Тафеля, В
{\displaystyle i} — плотность тока, A/м²
{\displaystyle i_{0}} — плотность обменного тока, A/м².